# سعيد النجيمي
سعيد النجيمي (بالفرنسية: Saïd Ennjimi) (مواليد 13 يونيو 1973 في الدار البيضاء) حكم كرة قدم فرنسي . بدأ مسيرته التحكيمية في سنة 2005 . قرر الاتحاد الدولي لكرة القدم اعتماده حكما دوليا في سنة 2009 .

## روابط خارجية
- سعيد النجيمي على موقع Soccerway.com (الإنجليزية)